# Danmarks Fotomuseum
Danmarks Fotomuseum er et dansk fotomuseum beliggende i Herning. Man kan blandt andet opleve kameraets udvikling fra 1839 frem til i dag, ligesom der findes et fotografisk atelier fra omkring år 1900. Danmarks Fotomuseum bliver nedlagt i slutningen af 2017.
Protektor er H.K.H. Prins Joachim.

## Historie
Museet blev grundlagt i 1983, efter at fotohandler Sigfred Løvstad fra Herning i 1959 var begyndt at indsamle fotografiapparater og tilhørende fotohistoriske effekter. Det var denne samling der udgjorde grundlaget for museet, og i 1984 deponerede Nationalmuseet det meste af deres fotohistoriske samling i Herning.
I 2015 skar Herning Kommune 600.000 kr. af Danmarks Fotomuseums årlige driftstilskud, hvilket svarede til 80 %, og museets ledelse meddelte at det stod overfor en lukning, hvis ikke man kunne flytte til en anden kommune.
Museet fik i august 2016 en forlænget frist, da Herning Kommune besluttede at museet kunne benytte bygningerne gratis i 2017, ligesom den ville støtte driften med 150.000 kroner. Ledelsen på museet har dog opgivet at drive Danmarks Fotomusem fra udgangen af 2017, og var medio 2016 gået i gang med at sælge noget af sin samling for at sikre driften.

## Besøgstal
Siden 2011, hvor tallet steg fra 2010, har Danmarks Fotomuseum haft et fald i antallet af betalende gæster.
- 2011 – 5.028
- 2012 – 4.270
- 2013 – 4.557
- 2014 – 3.925
- 2015 – 3.746
[kilde mangler]